# Psiadia boivinii
Pour les articles homonymes, voir Tabac marron.
Espèce
Psiadia boivinii est une espèce de plante à fleurs de la famille des Asteracées endémique de l'île de La Réunion, département d'outre-mer français et région ultrapériphérique de l'Union européenne dans le sud-ouest de l'océan Indien. On l'appelle, en langage vernaculaire, tabac marron ou bouillon blanc.